# Stellaria (slak)
Stellaria is een geslacht van weekdieren uit de klasse van de Gastropoda (slakken).

## Soorten
- Stellaria chinensis (Philippi, 1841)
- Stellaria gigantea (Schepman, 1909)
- Stellaria lamberti (Souverbie, 1871)
- Stellaria solaris (Linnaeus, 1764)
- Stellaria testigera (Bronn, 1831)